# Xinhui

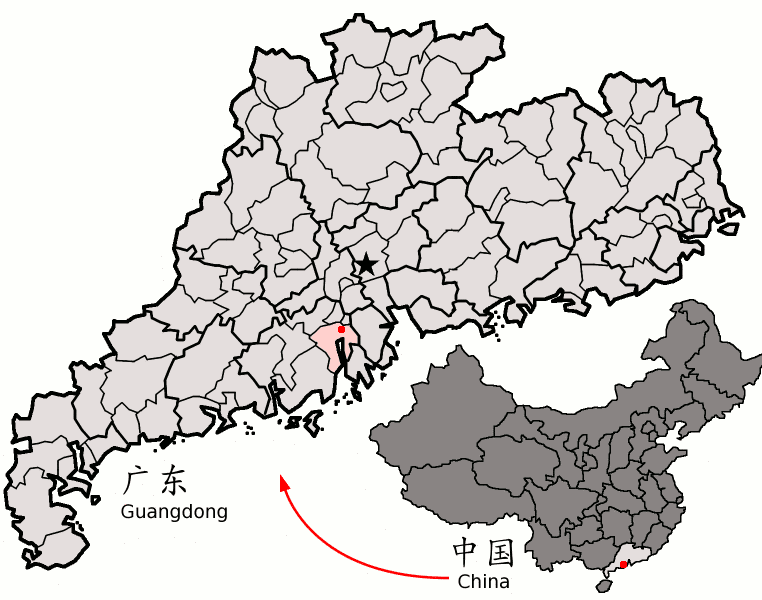
Lage des Stadtbezirks Xinhui in der Provinz Guangdong

Der Stadtbezirk Xinhui (chinesisch 新會區 / 新会区, Pinyin Xīnhuì Qū, Jyutping San1wui6 Keoi1) ist ein Stadtbezirk der bezirksfreien Stadt Jiangmen in der südchinesischen Provinz Guangdong. Er hat eine Fläche von 1.387 km² und zählt 909.277 Einwohner (Stand: Zensus 2020).